# 베를린 슈핀들러스펠트역
베를린 슈핀들러스펠트역(Bahnhof Berlin-Spindlersfeld)은 베를린 트레프토쾨페니크구 쾨페니크에 있는 베를린 S반의 철도역이다. 오버슈프레슈트라세(Oberspreestraße)와 에른스트그루베슈트라세(Ernst-Grube-Straße)가 만나는 지점에 설치되어 있다. 쾨페니크 구시가에서 동쪽으로 1 km 떨어져 있다.

## 역사
과거에는 S반 승강장 외에도 화물 승강장과 야적장이 있었다. 화물 승강장의 한 면은 VEB Müllabfuhr(현재의 Berliner Stadtreinigung)에서 운영했던 쓰레기 수거차의 적재 장소로 사용되었다. 과거에는 VEB Rewatex(구 W. Spindler) 전용선, 1980년대 말까지는 VEB Dampfkesselbau(이후 Behälterbau)의 전용선이 설치되어 있었다. 독일국영철도에서는 1983년에 전용선 남쪽을 철거하고 화물선 4선을 대신 설치했다.
1988년에는 경영 합리화의 일환으로 기계식 신호소 Spf와 Swt가 폐쇄되었으며, 계전기식 신호소 Spf로 대체되었다. 이와 동시에 Swt 신호소에서 제어되었던 철도 건널목도 Spf 신호소로 넘어왔으며, 완목 신호기도 색등식 Hl 신호기로 대체되었다. 독일 통일 이후에는 화물역 및 Rewatex 연결선이 철거되었다. 현재는 지면에 남아 있는 전용선의 일부 잔해를 제외하면 과거 역 시설의 잔해를 거의 찾아볼 수 없다.
2006년에는 베를린 노면전차 환승 편의를 위하여 오버슈프레슈트라세 방면으로 승강장이 이설되었다. 에른스트그루베슈트라세 방면의 출입구는 존치되었다. 1988년 당시 차장실에 설치된 신호소는 2010년 11월 12일에 영업을 중단했다. 그 후 철도 건널목은 철도 기관사가 직접 통제하게 되었고, 전체 노선이 단일 폐색으로 변경되어 쇠네바이데역의 통제를 받게 되었다.

## 인접 정차역
베를린 노면전차 61번, 63번 노선과 환승할 수 있다.
| 베를린 S반                     | 베를린 S반 | 베를린 S반 |
| ------------------------------ | ---------- | ---------- |
| 오버슈프레 헤르만슈트라세 방면 | S47        | 시·종착역  |

## 참고 문헌
- Bernhard Strowitzki (2004). 《S-Bahn Berlin. Geschichte(n) für unterwegs》 (독일어). Berlin: Verlag GVE. ISBN 3-89218-073-3.